# Landwirtschaftlich-technischer Assistent
Der Agrarwirtschaftlich-technische/r Assistentin (ATA) ist ein Ausbildungsberuf, bei dem biologisch-naturwissenschaftliche Kompetenzen erworben werden.
Der Beruf würde früher Landwirtschaftlich Technischer Assistent genannt.

## Ausbildung
Die seltene und recht unbekannte Ausbildung für den Beruf Agrarwirtschaftlich-technische Assistenten dauert zwei Jahre, in der Regel wird der Realschulabschluss oder eine vergleichbare Vorbildung vorausgesetzt. Bei der Ausbildung können teilweise verschiedene Schwerpunkte gesetzt werden. So kann etwa die Pflanzenproduktion, die Fleischwirtschaft, die Agrar- und Umweltanalytik, die Milchwirtschaft oder die Tierhaltung im Vordergrund stehen.
Die Ausbildung schließt mit der Prüfung zur/m „Staatlich geprüften Agrarwirtschaftlich Technischen Assistentin/en“.
Eine Ausbildung zur/m ATA mit dem Schwerpunkt „Pflanzenproduktion“ ist zum Beispiel an der BBS3-Lüneburg möglich. Die zugeordneten Ausbildungsbetriebe (überwiegend Pflanzenzuchtunternehmen) befinden sich in ganz Norddeutschland.

## Tätigkeiten
Die Tätigkeiten der Agrar- oder Landwirtschaftlich-technischen Assistenten sind sehr vielseitig und fächerübergreifend. Es werden Kenntnisse aus Biologie, Chemie und zum Teil auch aus der Informatik benötigt. Nach dem Abschluss arbeiten Agrarwirtschaftlich-technische Assistenten vor allem in Pflanzenzuchtunternehmen, im Saatgutwesen, in Qualitätslaboren, an Forschungseinrichtungen in Bereichen der Agrar-, Forst-, Ernährungs- oder Naturwissenschaften. Allerdings können sie auch in Umweltanalytiklaboren oder vergleichbaren Arbeitsplätzen beschäftigt werden.